# 愛知県道266号板山金山線
愛知県道266号板山金山線（あいちけんどう266ごう いたやまかなやません）は、愛知県半田市から常滑市に至る一般県道である。

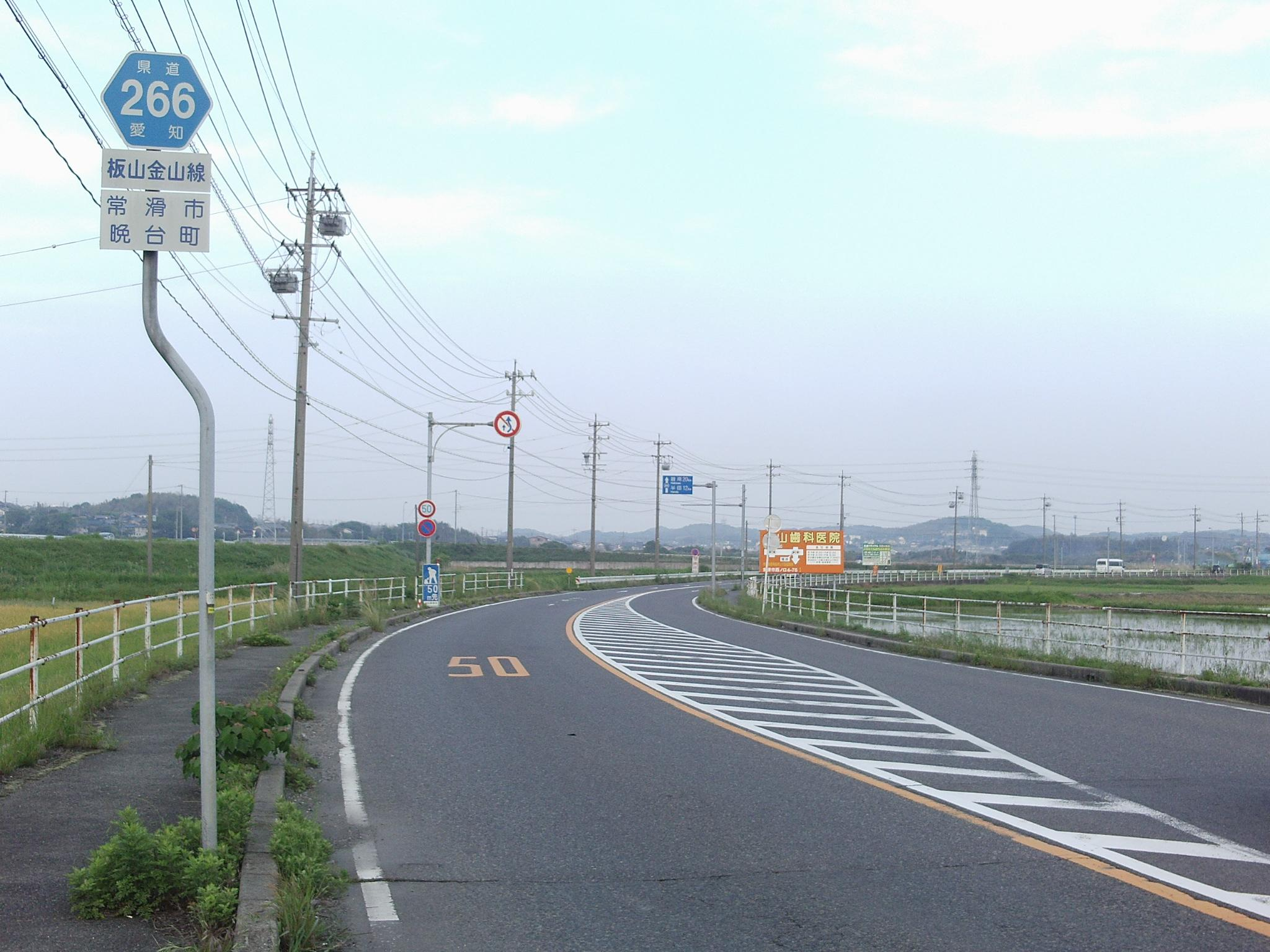
終点の金山側（晩台町）から。

## 概要

### 路線データ
- 起点：愛知県半田市板山（愛知県道34号半田常滑線交点）
- 終点：愛知県常滑市金山

## 沿革
- 1959年12月15日：認定

## 通過する自治体
- 愛知県
  - 半田市 - 常滑市

## 接続する道路
- 愛知県道34号半田常滑線
- 愛知県道252号大府常滑線（西前田交差点）
- 国道155号（矢田川橋南交差点）
- 愛知県道267号大野町停車場線（矢田川橋南交差点）
- 西知多道路（2027年に青海ICで接続予定[1]）

## 周辺
- 愛知県立半田特別支援学校

## 別名
- 大野街道（常滑市、半田市）
- 黒鍬街道（常滑市、半田市）